# Gisela Uhlen

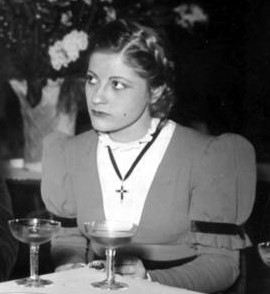
Gisela Uhlen, 1941

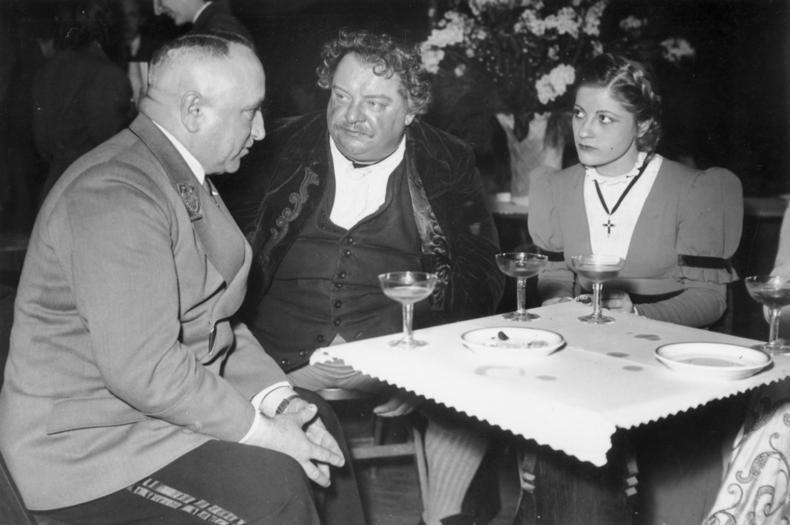
Gisela Uhlen (última à direita), com Robert Ley (à esquerda) e Heinrich George, 1941.

Gisela Uhlen (nasceu Gisela Friedlinde Schreck; 16 de maio de 1919 – 16 de janeiro de 2007) foi uma atriz de cinema alemã e ocasionalmente roteirista.

## Filmografia selecionada
- 1936: Annemarie. Die Geschichte einer jungen Liebe
- 1938: Liebelei und Liebe
- 1938: Tanz auf dem Vulkan
- 1939: Mann für Mann
- 1939: Morgen werde ich verhaftet
- 1940: Zwischen Hamburg und Haiti
- 1996: Die Katze von Kensington
- 1997: Der Coup
- 1998: Edgar Wallace: Das Haus der toten Augen
- 1989–2006: Forsthaus Falkenau

## Livros
- Umarmungen und Enthüllungen. Berlin : Parthas-Verl., 2002. ISBN 3-932529-33-2
- Meine Droge ist das Leben. Weinheim : Beltz, Quadriga, 1993. ISBN 3-88679-199-8
- Mein Glashaus. Frankfurt/M : Ullstein, 1991. ISBN 3-7770-0178-3